# قلعة زيلكالي
قلعة زيلكالي هي قلعة من العصور الوسطى تقع في وادي فرتينا ضمن جبال بونتيك، وهي واحدة من أهم المعالم التاريخية بمقاطعة ريزا، تطل على المنطقة الشرقية للبحر الأسود في تركيا. 

## التاريخ
تم بناء القلعة على ارتفاع 1130 مترًا، وتقع على حافة منحدر يطل على نهر فرتينا على ارتفاع حوالي 380 مترًا، وتمتد على ارتفاع 750 مترًا عن سطح البحر.
ويعتقد أن القلعة بنيت بين القرنين الرابع عشر والخامس عشر، تتكون القلعة من الأسوار الخارجية والأسوار الوسطى والقلعة الداخلية.

## المرافق
توجد أماكن للحامية ومصلى صغير وبرج رئيسي، وبقايا آثار كنيسة صغيرة، يعود تاريخها إلى العهد البيزنطي بينما يرى البعض أنها تعود إلى إمبراطورية طرابزون واستخدمت في العهد العثماني لأغراض عسكرية.